# Clonia charpentieri
Clonia charpentieri är en insektsart som beskrevs av Johann Heinrich Kaltenbach 1971. Clonia charpentieri ingår i släktet Clonia och familjen vårtbitare. Inga underarter finns listade i Catalogue of Life.